# Kajerkan (district)
Kajerkan (Russisch: Кайеркан) is een district en voormalige stad in het noorden van de Russische kraj Krasnojarsk in het zuiden van het schiereiland Tajmyr. Het was een satellietstad van Norilsk en ligt ten noorden van de poolcirkel op de permafrost op 30 kilometer ten westen van Norilsk en 1560 kilometer ten noorden van Krasnojarsk. De stad staat net als de steden Talnach en het dorp Snezjnogorsk onder jurisdictie van de stad Norilsk, waarmee het is verbonden door een hoofdweg (sjosse) Talnach-Norilsk-Doedinka en de Norilsk-spoorlijn. Kajerkan heeft een luchtverbinding via het vliegveld Alykel.

## Naam
Kajerkan ligt in de buurt van de gelijknamige rivier (een zijrivier van de Ambarnaja, stroomgebied van de Pjasina), waaraan de stad haar naam dankt. Dit Dolgaanse woord kan "obstakel" of "barrière" betekenen of vrij vertaald "dode vallei". Het Dolgaanse woord Kajerkan kan op zijn beurt verwant zijn aan het Jakoetse woord chajyr ("steen", "klif") en de Evenkse diminutieve suffix -kan.

## Geschiedenis
Kajerkan ontstond als constructie-posjolok na de ontdekking van en exploitatie van een steenkoollaag. Vanaf 1943 ontstond hieromheen een nederzetting, die werd gebouwd door dwangarbeiders van de Goelag als nederzetting voor mijnwerkers, constructiewerkers en wat later ook voor metallurgisten. In het district van Kajerkan bevond zich een kamp van de Norillag, onderdeel van de Gorlag; de mijnbouwafdeling van de Goelag. In 1945 werd begonnen met de winning van steenkool en werd tegelijkertijd begonnen met de uitvoering van het ontwerp voor de plaats.
In 1957 kreeg de nederzetting de status van werk-posjolok (werknederzetting) en werd begonnen met de bouw van de eerste mijn, die in 1962 in gebruik werd genomen. Rond 1970 nam de productie af en leek de plaats geen toekomst meer te hebben. De bevolking nam daarop langzaam af. De verdere ontwikkeling van de stad ging gepaard met de bouw en ingebruikneming van de metallurgische fabriek Nadezjdinsk (1979), hetgeen een van de belangrijkste bedrijfstakken is van de transarctische tak van het mijnbouw-metallurgische bedrijf Norilsk Nikkel. De bevolking nam daarop weer langzaam toe en in 1982 kreeg Kajerkan de status van stad. In 2004 kwam Kajerkan net als Talnach onder jurisdictie van de stad Norilsk. In de volksmond wordt deze constructie NorTalKaj genoemd naar de eerste letters van de drie steden. Sinds 2005 is het een district onder jurisdictie van Norilsk.
Tegenwoordig wordt nog slechts op beperkte schaal steenkool gewonnen  voor sommige technologische processen binnen het kombinaat van Norilsk Nikkel. Het grootse deel van de bevolking bestaat nu uit arbeiders in de metallurgiesector.

## Economie
De metallurgische fabriek is nog steeds de belangrijkste werkgever van de stad. Er wordt gewerkt met lokale polymetaalertsen en steenkool. Verder zijn er dagbouwmijnen en mijnen voor de delving van bitumineuze steenkool. Ook bevindt zich er een onderzoekslaboratorium voor non-ferro metalen.

## Structuur
Het stadsgebied is compact van opzet. Het centrale gedeelte van de stad is afgeschermd van wind en sneeuwstormen door circulair geplaatste flats met 9 verdiepingen, waardoor de kracht van de wind wordt beperkt.
| 1959  | 1970  | 1979   | 1989   | 2002   |
| ----- | ----- | ------ | ------ | ------ |
| 5.200 | 4.700 | 18.000 | 27.881 | 27.116 |